# 4689 Donn
4689 Donn (1980 YB) là một tiểu hành tinh vành đai chính được phát hiện ngày 30 tháng 12 năm 1980 bởi Bowell, E. ở Flagstaff.